# Скіл-Брум
Скіл Брум — це гора в системі Каракорум, розташована на спірній території Гілгіт-Балтистан, приблизно на 9 км на південний захід від К2. Гора розташована на західній стороні льодовика Годвін-Остен, розташованого навпроти Броуд-піка.
У 1957 р. Маркус Шмук і Фріц Вінтерштеллер здійснили перше сходження на Скіл Брум, в класичному альпійському стилі. Вони почали сходження з базового табору в Броуд-пік на висоті 4 950 м, потім розбили табір на висоті 6060 м, дійшли до вершини на наступний день і знову розбили табір на тій же висоті в 6060 метрів, ще через добу вони повернулися в базовий табір. Весь підйом зайняв за часом 53 години.

## Ресурси Інтернету
- Скіл Брум на Broadpeak.at [Архівовано 31 жовтня 2012 у Wayback Machine.]
- Скіл Брум на Peakbagger.com [Архівовано 3 листопада 2012 у Wayback Machine.]
- Скіл Брум на Summitpost.org [Архівовано 1 вересня 2012 у Wayback Machine.]